# قدري قلعجي
قدري قلعجي (1917-1986) هو كاتب صحفي سوري، ولد في حلب، وعمل في بيروت محرراً لمجلة «المكشوف»، وأصدر مع عمر فاخوري ورئيف خوري مجلة «الطريق»، وتولى رئاسة تحريرها لستة أعوام خلال الفترة من 1941 إلى 1947م، ثم تولى إدارة مكتب دار الهلال المصرية ومراسلة صحفها، ثم عمل مديراً للمكتب الصحفي في رئاسة الأركان السورية، وعاد بعدها ليصدر مجلة «الحرية»، ثم ليؤسس دار نشر باسم «دار الكتاب العربي».

## مؤلفات
صدرت له عدة أعمال منها:
- «أساطير الأمم»، دار المكشوف، 2017، عدد الصفحات:72.[2]
- «الحياة القومية في الاتحاد السوفياتي»، منشورات مجلة الطريق، 2018، عدد الصفحات:128.[3]
- «الخليج العربي بحر الاساطير»، شركة المطبوعات للتوزيع والنشر السلسلة: تاريخ العرب والإسلام، 2013، عدد الصفحات:686.
- «ديموستين بطل اثينا»، دار العلم للملايين، عدد الصفحات:120.[4]
- «شوبان»، دار العلم للملايين، عدد الصفحات:104.[5]
- «جمال الدين الأفغاني»، دار العلم للملايين، عدد الصفحات:120.[6]
- «إبراهيم لنكولن»، دار العلم للملايين، عدد الصفحات:104.[7]
- «أبو ذر الغفاري»، دار العلم للملايين، عدد الصفحات:96.[8]
- «السابقون»، دار العلم للملايين، عدد الصفحات:122.[9]
- «أبو ذر الغفاري»، دار العلم للملايين، عدد الصفحات:92.[10]
- «الناس والآخرون»، شركة المطبوعات للتوزيع والنشر، 1994، عدد الصفحات:145.[11]
- «ثمانية من أبطال العرب؛ حكايات الأيام الماضية لأبناء الأيام الآتية»، شركة المطبوعات للتوزيع والنشر، 1997، عدد الصفحات:311.[12]
- «ثلاثة من اعلام الحرية»، شركة المطبوعات للتوزيع والنشر، 1993، عدد الصفحات:497.
- «أشهر المحاكمات في التاريخ»، شركة المطبوعات للتوزيع والنشر، 1992، عدد الصفحات:219.[13]
- «من أعلام الفكر العالمي»، شركة المطبوعات للتوزيع والنشر، 1992، عدد الصفحات:167.
- «غاندي أبو الهند»، دار العلم للملايين، 1959، عدد الصفحات:112.[14]
- «مدحت باشا: أبو الدستور العثماني وخالع السلاطين»، دار العلم للملايين، 1947، عدد الصفحات:112.[15]
- «سون يات سن بطل الثورة الصينية»، دار العلم للملايين، 1957، عدد الصفحات:120.[16]
- «الثورة العربية الكبرى 1916-1925»، شركة المطبوعات للتوزيع والنشر، 1998، عدد الصفحات:512.[17]
- «تشيكوسلوفاكيا وأزمة الاشتراكية المعاصرة»، دار الكاتب العربي، 1969، عدد الصفحات:224.[18]
- «سعد زغلول رائد الكفاح الوطني في الشرق العربي»، دار العلم للملايين السلسلة: اعلام الحرية، 1957، عدد الصفحات:112.[19]
- «إكتشاف جزيرة العرب … خمسة قرون من المغامرة والعلم»، مكتبة مدبولي، 2006، عدد الصفحات:300.[20]
- «أكلة لحوم البشر»، دار الكاتب العربي للطباعة والنشر، 1900، عدد الصفحات:16.[21]
- «الحياة الماجنة لكازانوفا»، دار العودة السلسلة: العشق والعشاق، 2004، عدد الصفحات:171.[22]
- «مغامرات كازانوفا»، دار المكشوف، 1949، عدد الصفحات:176.[23]
- «محمد بن عبد الوهاب والوهابية»، دار العودة، 2004، عدد الصفحات:224.[24]
- «صلاح الدين الأيوبي قصة الصراع بين الشرق والغرب خلال القرنين الثاني عشر والثالث عشر للميلاد»، دار الكاتب العربي للطباعة والنشر، 1979، عدد الصفحات:664.[25]
- «موعد مع الشجاعة»، دار الكاتب العربي للطباعة والنشر، 1971، عدد الصفحات:288.[26]
- «حفنة من تراب الوطن»، دار الكاتب العربي للطباعة والنشر، 1961، عدد الصفحات:176.[27]
- «جيل الفداء قصة الثورة الكبرى ونهضة العرب»، دار الكاتب العربي للطباعة والنشر، 1967، عدد الصفحات:530.[28]
- «تجربة عربي في الحزب الشيوعي»، دار الكاتب العربي للطباعة والنشر، 1980، عدد الصفحات:336.[29]
- «مجانين الحب من الأدباء والمفكرين»، دار العودة، 2004، عدد الصفحات:160.[30]
- «مدحت باشا»، دار العلم للملايين سلسلة: أعلام الحرية، 1958، عدد الصفحات:112.[31]
- «صلاح الدين الاْيوبي»، شركة المطبوعات للتوزيع والنشر، 2015، عدد الصفحات:670.
- «أضواء على تاريخ الكويت»، دار الكاتب العربي للطباعة والنشر، 1962، عدد الصفحات:248.[32]